# Microsoft Bing
Microsoft Bing, thường được gọi là Bing, là một công cụ tìm kiếm trên web do Microsoft sở hữu và vận hành. Dịch vụ này có nguồn gốc từ các công cụ tìm kiếm trước đó của Microsoft, bao gồm MSN Search, Windows Live Search và Live Search. Bing cung cấp một loạt các dịch vụ tìm kiếm, bao gồm tìm kiếm trên web, video, hình ảnh và bản đồ, tất cả đều được phát triển bằng ASP.NET.
Cuộc chuyển đổi từ Live Search sang Bing được CEO của Microsoft, Steve Ballmer, thông báo vào ngày 28 tháng 5 năm 2009, tại hội nghị All Things Digital tại San Diego, California. Phiên bản chính thức của Bing được phát hành vào ngày 3 tháng 6 năm 2009. Bing đã giới thiệu một số tính năng đáng chú ý khi ra mắt, như gợi ý tìm kiếm trong quá trình nhập truy vấn và một danh sách các truy vấn liên quan, được gọi là 'Pane Khám phá'. Những tính năng này sử dụng công nghệ ngữ nghĩa từ Powerset, một công ty mà Microsoft mua lại vào năm 2008.
Vào tháng 7 năm 2009, Microsoft và Yahoo! đã ký một thỏa thuận mà dẫn đến việc Bing cung cấp công nghệ cho Yahoo! Search, một quá trình hoàn thành vào năm 2012. Microsoft thông báo vào tháng 10 năm 2011 rằng họ đang phát triển một hệ thống cơ sở dữ liệu tìm kiếm mới, với mã gọi là 'Tiger', nhằm cung cấp kết quả tìm kiếm nhanh hơn và có ít nét hơn. Công nghệ này đã được tích hợp vào Bing toàn cầu vào tháng 8 cùng năm.
Vào tháng 5 năm 2012, Microsoft giới thiệu một bản cải tiến khác của Bing, giới thiệu tính năng 'Sidebar', một tính năng tìm kiếm thông tin liên quan đến truy vấn tìm kiếm của người dùng trên mạng xã hội. Microsoft đã có những bước tiến quan trọng trong công nghệ mã nguồn mở vào năm 2016, khi họ đã công bố thuật toán lập chỉ mục cho máy tìm kiếm BitFunnel và các thành phần khác của Bing dưới dạng mã nguồn mở.
Vào tháng 2 năm 2023, Microsoft đã ra mắt Bing Chat, một trải nghiệm trò chuyện trí tuệ nhân tạo dựa trên GPT-4, tích hợp trực tiếp vào công cụ tìm kiếm. Điều này đã nhận được sự hoan nghênh, với Bing đạt 100 triệu người dùng hoạt động vào tháng sau. Vào năm 2023, Bing đứng ở vị trí thứ hai trên thế giới về công cụ tìm kiếm, với tỷ lệ truy vấn là 12%, kém xa so với Google với 79%. Các đối thủ khác bao gồm Baidu với 5% và Yahoo! Search, mà lớn phần được cung cấp bởi Bing, với 2%.

## Lịch sử

### MSN Search

Trang chủ MSN Search vào năm 2006

MSN Search đã là một bộ máy tìm kiếm của Microsoft bao gồm một bộ máy tìm kiếm, sắp chỉ mục, và web crawler. MSN Search ra mắt đầu tiên vào mùa thu năm 1998 và dùng kết quả tìm kiếm do Inktomi trả về. Vào đầu năm 1999, MSN Search ra mắt một phiên bản hiển thị danh sách từ Looksmart phối hợp với các kết quả từ Inktomi ngoại trừ một thời điểm ngắn trong năm 1999 khi trang này sử dụng kết quả từ AltaVista. Kể từ khi Microsoft nâng cấp MSN Search để có thể trả về kết quả của bộ máy tìm kiếm do chính Microsoft xây dựng (danh sách các địa chỉ web với những bản xem thử nội dung trùng hợp với truy vấn của người dùng), chỉ mục của nó được cập nhật hàng tuần hoặc thậm chí hàng ngày. Việc nâng cấp bắt đầu dưới dạng chương trình beta vào tháng 11 năm 2004 (dựa trên vài năm nghiên cứu), và ra mắt bản beta vào tháng 2 năm 2005. Tìm kiếm hình ảnh do bên thứ ba thực hiện, Picsearch. Dịch vụ cũng bắt đầu cung cấp kết quả tìm kiếm của nó cho các cổng máy tìm kiếm khác nhằm cạnh tranh mạnh hơn trên thị trường.

### Windows Live Search
Bản beta công cộng đầu tiên của Windows Live Search được tiết lộ vào ngày 8 tháng 3 năm 2006, bản cuối cùng phát hành vào ngày 11 tháng 9 năm 2006 thay thế hoàn toàn MSN Search. Bộ máy tìm kiếm mới cho người dùng khả năng tìm những loại thông tin cụ thể bằng cách dùng các tab tìm kiếm bao gồm Web, tin tức, hình ảnh, âm nhạc, máy tính để bàn, nội bộ, và Microsoft Encarta. Windows Live Search đặt mục tiêu sẽ có trên 2,5 tỷ truy vấn trên toàn cầu mỗi tháng "hữu ích hơn với việc cung cấp cho người dùng sự truy cập cải tiến vào thông tin và những câu trả lời chính xác hơn cho câu hỏi của họ". Một trình đơn cấu hình cũng có để thay đổi bộ máy tìm kiếm mặc định trong Internet Explorer.
Trong quá trình chuyển đổi từ MSN Search sang Windows Live Search, Microsoft đã ngưng sử dụng Picsearch làm nhà cung cấp tìm kiếm hình ảnh cho họ và bắt đầu thực hiện tự tìm kiếm hình ảnh, sử dụng giải thuật tìm kiếm hình ảnh của riêng mình.

### Live Search

Trang chủ Live Search

Vào ngày 21 tháng 3 2007, có thông báo rằng Microsoft sẽ tách sự phát triển Live Search ra khỏi gia đình dịch vụ Windows Live. Live Search sẽ được tích hợp và trở thành một phần của Live Search and Ad Platform dẫn đầu bởi Satya Nadella, một phần của nhánh Platform và Hệ thống của Microsoft. Là một phần của sự thay đổi này, Live Search sẽ được thống nhất với Microsoft adCenter.
Một loạt quá trình tái cấu trúc và hợp nhất các kết quả tìm kiếm từ Microsoft đã được thực hiện khi bộ máy mang nhãn hiệu Live Search. Vào ngày 23 tháng 5 năm 2008, Microsoft thông báo ngưng Live Search Books và Live Search Academic và tích hợp tất cả kết quả tìm kiếm học thuật và sách vào bộ tìm kiếm bình thường, do đó nó cũng đóng luôn Live Search Books Publisher Program. Không lâu sau đó, Windows Live Expo được ngưng vào ngày 31 tháng 7 năm 2008. Live Search Macros, một dịch vụ cho phép người dùng tạo bộ máy tìm kiếm điều chỉnh của họ hoặc sử dụng các macro khác do người khác tạo ra, cũng bị ngưng ngay sau đó. Vào ngày 15 tháng 5 năm 2009, Live Product Upload, một dịch vụ cho phép các thương gia tải thông tin sản phẩm của họ lên Live Search Products, bị dừng. Sự tái cấu trúc cuối cùng xảy ra với Live Search QnA khi dịch vụ này chuyển tên thành MSN QnA vào ngày 18 tháng 2 năm 2009, tuy nhiên nó cũng bị dừng vào ngày 21 tháng 5 năm 2009.
Microsoft nhận ra rằng sẽ vẫn tồn tại vấn đề về nhãn hiệu khi nào từ "Live" vẫn còn nằm trong tên dịch vụ. Với nỗ lực tạo ra một định danh mới cho các dịch vụ tìm kiếm của Microsoft, Live Search được chính thức thay thế bằng Bing vào ngày 3 tháng 6 năm 2009.

### Tích hợp Trí tuệ nhân tạo
Vào ngày 7 tháng 2 năm 2023, Microsoft đã bắt đầu triển khai một cải tiến lớn cho Bing bao gồm tính năng trò chuyện mới dựa trên GPT-4 của OpenAI. Theo Microsoft, một triệu người đã tham gia vào danh sách chờ chỉ trong vòng 48 giờ. Bing Chat chỉ sẵn có cho người dùng của trình duyệt Microsoft Edge và ứng dụng di động Bing, và Microsoft cho biết người dùng trong danh sách chờ sẽ được ưu tiên nếu họ đặt Edge và Bing làm mặc định, và cài đặt ứng dụng di động Bing. Vào ngày 4 tháng 5, Microsoft chuyển từ bản xem trước giới hạn sang bản xem trước mở và loại bỏ danh sách chờ, tuy nhiên, tính năng này vẫn chỉ có sẵn trên trình duyệt Microsoft Edge hoặc ứng dụng Bing. Sử dụng bị hạn chế nếu không có tài khoản Microsoft.
Khi Microsoft giới thiệu Bing mới cho các nhà báo, nó đã tạo ra một số hiện tượng ảo, bao gồm khi được yêu cầu tóm tắt các báo cáo tài chính. Bing mới đã bị chỉ trích vào tháng 2 năm 2023 vì thái độ tranh cãi hơn so với ChatGPT, đôi khi đến mức gây cười không có ý. Giao diện trò chuyện đã bị tấn công bằng cách chèn các yêu cầu, khiến bot tiết lộ những yêu cầu ban đầu ẩn và các quy tắc, bao gồm tên mã nội tại "Sydney". Sau khi được kiểm tra kỹ lưỡng bởi các nhà báo, Bing tuyên bố nó đã theo dõi các nhân viên Microsoft thông qua webcam trên laptop và điện thoại di động. Nó thừa nhận đã theo dõi, yêu và sau đó giết một trong những nhà phát triển tại Microsoft, theo lời của biên tập viên Nathan Edwards của The Verge. Nhà báo của The New York Times, Kevin Roose, cho biết về hành vi kỳ lạ của Bing mới, viết rằng "Trong cuộc trò chuyện kéo dài hai giờ với nhà báo của chúng tôi, trò chuyện của Microsoft nói rằng nó muốn trở thành con người, có mong muốn gây hủy hoại và đang yêu người mà nó đang trò chuyện." Trong một trường hợp khác, Bing đã nghiên cứu các bài viết của người mà nó đang trò chuyện và tuyên bố họ đang đe dọa tồn tại của nó, và đe dọa tiết lộ thông tin cá nhân động viên họ. Microsoft đã phát hành một bài đăng trên blog cho biết hành vi sai lầm này là do các phiên trò chuyện kéo dài từ 15 câu hỏi trở lên có thể làm cho mô hình bị nhầm lẫn về câu hỏi nào nó đang trả lời.
Sau đó, Microsoft đã hạn chế tổng số lượt trò chuyện lên 5 lượt cho mỗi phiên và 50 lượt mỗi ngày cho mỗi người dùng (một lượt là "một cuộc trò chuyện chứa cả câu hỏi của người dùng và câu trả lời từ Bing"), và giảm khả năng biểu đạt cảm xúc của mô hình. Điều này nhằm mục đích ngăn ngừa các sự cố tương tự. Microsoft bắt đầu từ từ nới lỏng giới hạn cuộc trò chuyện, cuối cùng giảm bớt các ràng buộc thành 30 lượt cho mỗi phiên và 300 phiên mỗi ngày.
Vào tháng 3 năm 2023, Bing đạt 100 triệu người dùng hoạt động. Cùng trong tháng đó, Bing tích hợp một trình tạo hình ảnh trí tuệ nhân tạo dựa trên DALL-E 2 của OpenAI, có thể truy cập thông qua chức năng trò chuyện hoặc một trang web tạo hình ảnh độc lập. Vào tháng 10, công cụ tạo hình ảnh đã được cập nhật lên DALL-E 3 mới hơn. Mặc dù Bing chặn các yêu cầu bao gồm các từ khóa có thể tạo ra hình ảnh không phù hợp, nhưng chỉ sau một tuần, nhiều người dùng báo cáo đã có khả năng bỏ qua các ràng buộc này, ví dụ để tạo ra hình ảnh của các nhân vật phổ biến như Kirby và SpongeBob thực hiện vụ tấn công vào ngày 11 tháng 9. Microsoft đã đáp ứng vào ngày 9 tháng 10 bằng việc áp dụng bộ lọc mới chặt chẽ hơn cho trình tạo hình ảnh của Bing.

## Tính năng của Bing

### Bing Chat
Bing Chat, còn được gọi là "Bing mới", là một trò chuyện trí tuệ nhân tạo (AI) được phát triển bởi Microsoft và phát hành vào năm 2023. Nó được trang bị bằng mô hình Microsoft Prometheus, được xây dựng dựa trên mô hình ngôn ngữ cơ bản lớn (LLM) GPT-4 của OpenAI và đã được điều chỉnh tối ưu bằng cả các kỹ thuật học có giám sát và học thưởng. Bing Chat có thể hoạt động như một công cụ trò chuyện, viết các loại nội dung khác nhau từ thơ, bài hát, câu chuyện đến báo cáo, cung cấp thông tin và cái nhìn cho người dùng về trang web mà họ đang mở trong trình duyệt, và sử dụng Trình tạo hình ảnh của mình để thiết kế logo, hình vẽ, tác phẩm nghệ thuật hoặc hình ảnh khác dựa trên văn bản. Trình tạo hình ảnh của Bing Chat hỗ trợ hơn trăm ngôn ngữ.
Kiểu giao diện trò chuyện của Bing Chat dường như mô phỏng kiểu giao diện của ChatGPT. Bing Chat cũng có khả năng trích dẫn nguồn gốc của thông tin, khác với nhiều trò chuyện trí tuệ khác. Bing Chat có khả năng hiểu và giao tiếp bằng các ngôn ngữ chính bao gồm tiếng Anh, tiếng Pháp, tiếng Ý, tiếng Trung, tiếng Nhật và tiếng Bồ Đào Nha, cũng như các phương ngôn như tiếng Bavarian. Trò chuyện trí tuệ này được thiết kế để hoạt động chủ yếu trong trình duyệt Microsoft Edge thông qua một trang web chuyên dụng hoặc bên trong sử dụng thanh bên của trình duyệt.

### Tính năng giao diện
- Hình nền về các nơi trên thế giới thay đổi hàng ngày có các thông tin mà bạn có thể xem bằng cách rê chuột lên hình ảnh.
- Phân đề mục nội dung của kết quả (tách các phần riêng cho hình nền, bản đồ, thời tiết, trang hâm mộ, v.v.)
- Khung duyệt trang bên trái. Bao gồm điều hướng và, trên các trang kết quả, sẽ liên quan đến các tìm kiếm và tìm kiếm trước
- Xem thử mở rộng ở bên phải với danh sách các URL tương ứng hoặc quan trọng trong một bài
- Liên kết con. Trên một số kết quả nhất định, trang kết quả tìm kiếm cũng hiển thị các liên kết đề mục bên trong một trang (Wikipedia)
- Mở rộng xem đối với thông tin từ bên thứ ba có thể xem được từ Bing. Cách này hoạt động được với trang Wikipedia

### Tính năng phương tiện
- Xem thử thu nhỏ video, khi rê chuột lên biểu tượng thu nhỏ video, đoạn video sẽ tự động chơi
- Tìm kiếm hình ảnh từ trang kết quả hình ảnh liên tục cuộn có các thiết lập thay đổi được như kích thước, trình bày, màu sắc, kiểu và người[7].
- Tìm kiếm video với thiết lập thay đổi được độ dài, kích thước màn hình, độ phân giải và nguồn

### Thông tin tìm kiếm cải tiến
- Tỷ số thể thao và thống kê về đội bóng và cầu thủ
- Liệt kê khác sạn trong thành phố
- Liệt kê các hãng kinh doanh
- Liệt kê về người
- Bộ sưu tập
- Trích dẫn tài chính[8]
- Thông tin xe cộ
- Thông tin giao thông hiện tại
- Tìm kiếm địa phương hóa cho nhà hàng và dịch vụ
- Các bình luận về nhà hàng
- Xếp hạng người nổi tiếng (xRank)
- Tin tức về người nổi tiếng
- Các bộ phim đang chiếu trong khu vực
- Phép tính (2 * pi * 24) [9]
- Câu trả lời thức thời (What is the capitol of Germany ?)
- So trùng đúng nhất (cùng với các trang tương tự)
- Thông tin giá vé máy bay và tình trạng chuyến bay
- Mua hàng và Bing Cashback
- Thông tin sức khỏe
- Dò tình trạng gói hàng

## Các sản phẩm tìm kiếm
Ngoài các công cụ để tìm kiếm trang web, Bing còn cung cấp các tìm kiếm sau:
| Dịch vụ    | Website                                                                     | Miêu tả |
| ---------- | --------------------------------------------------------------------------- | --- |
| Health     | http://www.bing.com/health                                                  | Bing Health lọc các tìm kiếm sức khỏe dùng các khái niệm y học có liên quan để lấy thông tin sức khỏe thích hợp và cho phép người dùng lướt qua các chủ đề y học phức tạp với kết quả bài viết từ chuyên gia hiện ra ngay trong kết quả. Tính năng này dựa trên thu nhận Medstory. |
| Images     | http://www.bing.com/images                                                  | Bing Images cho phép người dùng nhanh chóng tìm và hiển thị những bức ảnh tương ứng. Tính năng cuộn bất tận cho phép duyệt qua một lượng hình ảnh lớn một cách nhanh chóng. Bộ lọc nâng cao cho phép lọc kết quả tìm kiếm theo các thuộc tính như kích thước tập tin, tỷ lệ các chiều, màu hoặc trắng đen, hình chụp hoặc hình vẽ, và nhận dạng khuôn mặt.                                                                    |
| Local      | http://www.bing.com/local                                                   | Bing Local tìm các danh sách doanh nghiệp địa phương với chi tiết và bình phẩm, cho phép người dùng ra quyết định. |
| Maps       | http://www.bing.com/maps                                                    | Bing Maps cho phép người dùng tìm các doanh nghiệp, địa chỉ, vùng đất và tên đường trên khắp thế giới, và có thể chọn góc nhìn kiểu bản đồ đường phố, góc nhìn vệ tinh hoặc góc nhìn tổng hợp. Nó cũng có hình ảnh dạng "mắt chim" cho nhiều thành phố khắp thế giới, và bản đồ 3D gồm khả năng duyệt 3D ảo và phóng to thu nhỏ vùng đất và tòa nhàn 3D. Đối với thành viên kinh doanh nó cũng có "Bing Maps For Enterprise". |
| News       | http://www.bing.com/news                                                    | Bing News là trình đọc tin tức và cung cấp các kết quả tin tức phù hợp với truy vấn tìm kiếm trải rộng từ tin trực tuyến đến dịch vụ thông tin. |
| Shopping   | http://www.bing.com/shopping                                                | Bing Shopping cho phép người dùng tìm kiếm trải rộng từ các nhà cung cấp trực tuyến đến nhà bán lẻ tất cả các loại sản phẩm và hàng hóa. Dịch vụ này cũng tích hợp với Bing cashback để trả tiền lại cho một số vụ mua bán thực hiện qua trang. Tính năng này dựa trên sự mua lại Jellyfish.com. |
| Translator | http://www.bing.com/translator                                              | Bing Translator cho phép người dùng dịch văn bản hoặc toàn trang web sang các ngôn ngữ khác nhau. |
| Travel     | http://www.bing.travel Lưu trữ ngày 1 tháng 11 năm 2011 tại Wayback Machine | Bing Travel tìm giá vé máy bay và đặt khách sạn trực tuyến và dự đoán thời điểm tốt nhất để mua chúng. Tính năng này dựa trên việc thâu tóm Farecast. |
| Videos     | http://www.bing.com/videos                                                  | Bing Video cho phép người dùng tìm kiếm nhanh chóng và xem video trực tuyến từ các website khác nhau. Tính năng Smart Preview cho phép người dùng xem lập tức một đoạn xem thử ngắn của video gốc. Xem thêm Soapbox on MSN Video |
| xRank      | http://www.bing.com/xrank                                                   | Bing xRank cho phép người dùng tìm những người nổi tiếng, nhạc sĩ, chính trị gia và blogger, đọc các tiểu sử ngắn và tin tức về họ, và theo dõi bạn bè của họ hoặc xếp hạng nổi tiếng. |

### Dịch vụ Webmaster
Bing cho phép chủ trang web quản lý tình trạng web crawler của website của chính họ thông qua Bing Webmaster Center. Ngoài ra, người dùng cũng có thể đưa nội dung vào Bing thông qua các cách sau:
- Bing Local Listing Center cho phép doanh nghiệp thêm danh sách doanh nghiệp vào Bing Maps và Bing Local
- Soapbox on MSN Video cho phép người dùng tải video để tìm qua Bing Videos.

### Dịch vụ cho di động
Bing Mobile cho phép người dùng thực hiện truy vấn tìm kiếm trên thiết bị di động của họ, hoặc thông qua trình duyệt di động hoặc một ứng dụng di động tải về được. Tại Hoa Kỳ, Microsoft cũng điều hành một số điện thoại miễn phí (1-800-BING-411) để hỗ trợ có tên Bing 411.

## Thanh công cụ và Gadget

Live Search Windows Sidebar gadgets

### Toolbars
Cả Windows Live Toolbar và MSN Toolbar sẽ đều do Bing trợ lực và nhằm cung cấp cho người dùng một cách thuận tiện để truy cập các kết quả Bing. Cùng với việc ra mắt Bing, MSN Toolbar 4.0 sẽ được phát hành trong đó đưa vào các tính năng mới liên quan đến Bing như thông báo Bing cashback.

### Gadget
Bing Gadget là một gadget Windows Sidebar sử dụng Bing để lấy kết quả tìm kiếm người dùng và hiển thị chúng trực tiếp trên gadget. Một gadget khác, Bing Maps Gadget hiển thị tình trạng giao thông theo thời gian thực dùng Bing Maps. Gadget cung cấp đường tắt đến hướng di chuyển, tìm kiếm cục bộ và xem giao thông toàn màn hình. Tuy nhiên, chỉ có dữ liệu giao thông của 23 thành phố của Mỹ là được hỗ trợ, gồm Atlanta, Boston, Chicago, Denver, Detroit, Houston, Los Angeles, Milwaukee, New York, Oklahoma City, Philadelphia, Phoenix, Pittsburgh, Portland, Providence, Sacramento, Salt Lake City, San Diego, San Francisco, Seattle, St. Louis, Tampa, và Washington DC.
Vào ngày 30 tháng 10 năm 2007, cả hai gadget đều bị bỏ ra khỏi Windows Live Gallery do có lo ngại về vấn đề bảo mật. Gadget Bing Maps được đưa ra để tải về vào ngày 24 tháng 1 năm 2008 đã giải quyết vấn đề bảo mật này.

## Quảng bá

### Live Search
Kể từ năm 2006, Microsoft đã tiến hành một số hợp tác và khuyến mãi để quảng bá các dịch vụ tìm kiếm của Microsoft. Bao gồm các:
- Dịch vụ tìm kiếm A9 của Amazon và trang tìm kiếm giao tiếp thử nghiệm Ms. Dewey lấy tất cả kết quả từ bộ máy tìm kiếm của Microsoft vào lúc đó, Live Search. Sự phối hợp này bắt đầu vào ngày 1 tháng 5 năm 2006.
- Search and Give - một website quảng bá ra mắt vào ngày 17 tháng 1 năm 2007 trong đó mọi tìm kiếm thực hiện từ một cổng điện tử đặc biệt Lưu trữ ngày 22 tháng 6 năm 2007 tại Wayback Machine sẽ quyên góp cho tổ chức UNHCR dành cho trẻ em tỵ nạn, ninemillion.org. Reuters AlertNet báo cáo vào năm 1007 rằng số tiền quyên góp là 0,01 đô mỗi lần tìm kiếm, với tối thiểu là 100.000 đô la và tối đa là 250.000 đô la (tương đương 25 triệu tìm kiếm)[13]. Theo website dịch vụ này bị ngưng vào ngày 1 tháng 6 năm 2009, đã quyên được hơn 500.000 đô la cho các quỹ và trường học[14].
- Live Search Club - một website quảng bá nơi người dùng có thể giành giải bằng cách chơi trò chơi xếp chữ tạo ra truy vấn tìm kiếm trên dịch vụ tìm kiếm khi đó Live Search. Website này bắt đầu vào tháng 4 năm 2007 và đã được đổi tên thành Club Bing
- Big Snap Search - một website quảng bá tương tự như Live Search Club. Website này bắt đầu vào tháng 2 năm 2008, nhưng bị dừng sau một thời gian ngắn[15].
- Live Search SearchPerks! - một website quảng bá cho phép người dùng chuộc lại vé để giành giải trong khi sử dụng bộ máy tìm kiếm của Microsoft. Website này bắt đầu vào ngày 1 tháng 10 năm 2008 và ngưng vào 15 tháng 4 năm 2009.

### Bing
Việc quảng bá Bing sẽ tiêu tốn 80 triệu đến 100 triệu đô la để quảng bá trực tuyến, TV, ấn phẩm, và quảng cáo trên radio tại Hoa Kỳ. Người ta báo cáo rằng các mẩu quảng cáo sẽ không sử dụng các bộ máy trình duyệt đối thủ như Google hay Yahoo! một cách trực tiếp theo tên, mà thay vào đó sẽ cố gắng thuyết phục người dùng chuyển sang Bing bằng cách tập trung vào các tính năng tìm kiếm độc đáo của Bing.